# Coupe du Maroc de football 1973-1974
 (avril 2024).
Si vous disposez d'ouvrages ou d'articles de référence ou si vous connaissez des sites web de qualité traitant du thème abordé ici, merci de compléter l'article en donnant les références utiles à sa vérifiabilité et en les liant à la section « Notes et références ».
Navigation
Édition précédente Édition suivante
La saison 1973-1974 de la Coupe du Trône est la 68e édition de la compétition. 
Le Raja Club Athletic remporte la coupe au détriment du Maghreb de Fès sur le score de 1-0 au cours d'une finale jouée dans le Stade d'honneur à Casablanca. Le Raja Club Athletic gagne ainsi pour la toute première fois cette compétition.
Le Raja Club Athletic remporte également le premier titre de son histoire.

## Déroulement

### Huitièmes de finale
| Équipe 1                  | Équipe 2                 | Résultat |
| Raja Club Athletic        | Raja d'Agadir            | 5 - 2    |
| Wydad Athletic Club       | Renaissance de Settat    | 1 - 0    |
| CODM Meknès               | Difaâ d'El Jadida        | 0 - 1    |
| Chabab Mohammédia         | Maghreb de Fès           | 0 - 1    |
| Kénitra Athlétic Club     | TAS de Casablanca        | 2 - 1    |
| Fath Union Sport de Rabat | Hassania de Sidi Slimane | 0 - 1    |
| Amal Club de Belksiri     | Union de Sidi Kacem      | 0 - 4    |
| Mouloudia Club d'Oujda    | Étoile de Casablanca     | 4 - 0    |

### Quarts de finale
| Équipe 1               | Équipe 2                 | Résultat |
| Raja Club Athletic     | Hassania de Sidi Slimane | 5 - 0    |
| Maghreb de Fès         | Difaâ d'El Jadida        | 1 - 0    |
| Kénitra Athlétic Club  | Wydad Athletic Club      | 0 - 1    |
| Mouloudia Club d'Oujda | Union de Sidi Kacem      | … - …    |

### Demi-finales
| Équipe 1           | Équipe 2               | Résultat            |
| Maghreb de Fès     | Mouloudia Club d'Oujda | 2 - 2 5 - 2 (t.a.b) |
| Raja Club Athletic | Wydad Athletic Club    | 1 - 1 4 - 3 (t.a.b) |

### Finale
La finale oppose les vainqueurs des demi-finales, le Raja Club Athletic face au Maghreb de Fès, le 28 juillet 1974 au Stade d'honneur à Casablanca.
| Coupe du Trône : Finale 1974 | Raja Club Athletic   | 1 - 0 | Maghreb de Fès | Stade d'honneur, Casablanca                      |                                                  |
| 28 juillet 1974              | Mohamed El Arabi 35e |       |                | Spectateurs : 45 000 Arbitrage : Abdelkrim Ziani | Spectateurs : 45 000 Arbitrage : Abdelkrim Ziani |
| 28 juillet 1974              |                      |       |                | Spectateurs : 45 000 Arbitrage : Abdelkrim Ziani | Spectateurs : 45 000 Arbitrage : Abdelkrim Ziani |